# ۲۴ اردیبهشت
۲۴ اردیبهشت پنجاه و پنجمین روز سال در گاه‌شماری خورشیدی است. به پایان سال ۳۱۰ روز (۳۱۱ روز در سال کبیسه) باقی‌است.

## رویدادها
- ۱۳۴۶ - گشایش کارخانه ویژه ایران خودرو
- ۱۳۴۹ - گزارش دولت ایران توسط امیرعباس هویدا و عباسعلی خلعتبری از نتیجه مراجعه ایران به سازمان ملل برای حل مسئله بحرین به مجلس شورای ملی با ۱۸۷ رأی موافق و ۴ رأی مخالف از ۱۹۱ نمایندهٔ حاضر تصویب شد
- ۱۳۵۳ - انجمن حسابداران خبره ایران به شماره ۱۵۰۰ در اداره ثبت شرکت‌ها و مالکیت صنعتی ثبت شد

## زادروزها
- ۱۳۳۴ - پرویز مشکاتیان، موسیقی‌دان
- ۱۳۵۲ - محمدرضا هدایتی، بازیگر و خواننده
- ۱۳۶۸ - شجاع خلیل‌زاده، بازیکن فوتبال
- ۱۳۷۶ - محمد مهدی عبدی، طراح

## درگذشت‌‌ها
- ۱۳۶۳ - حبیب یغمایی، شاعر
- ۱۳۷۱ - حسن کامکار، موسیقی‌دان و از بنیان‌گذاران کامکارها
- ۱۳۹۲ - سید عزالدین حسینی زنجانی، از مراجع تقلید